# Großsteingrab Valthe-Valtherspaan
Das Großsteingrab Valthe-Valterspaan war eine megalithische Grabanlage der jungsteinzeitlichen Westgruppe der Trichterbecherkultur bei Valthe, einem Ortsteil von Borger-Odoorn in der niederländischen Provinz Drenthe. Es wurde in den 1870er Jahren zerstört und seine Überreste wurden 1920 archäologisch untersucht. Das Grab trägt die van-Giffen-Nummer D35a.

## Lage
Das Grab befand sich südlich von Valthe im Valtherspaan. In der näheren Umgebung gibt es zahlreiche weitere Großsteingräber. nordöstlich befinden sich das Großsteingrab Valthe-Zuidwest (D35) und das Großsteingrab Valthe-West (D34), nordwestlich die beiden Großsteingräber bei Valthe-Oost (D36 und D37) und südlich die drei Großsteingräber bei Emmerveld (D38–D40). Auch mehrere zerstörte Gräber sind aus dieser Gegend bekannt. Nordwestlich lag das Großsteingrab Valthe-Valtherveld (D33) und südlich das Großsteingrab Weerdinge (D37a).

## Forschungsgeschichte
Die Anlage wurde erstmals 1833 durch Caspar Reuvens beschrieben. Leonhardt Johannes Friedrich Janssen, Kurator der Sammlung niederländischer Altertümer im Rijksmuseum van Oudheden in Leiden, besuchte 1847 einen Großteil der noch erhaltenen Großsteingräber der Niederlande, darunter auch das Grab von Valthe-Valtherspaan, und publizierte im folgenden Jahr das erste Überblickswerk mit Baubeschreibungen und schematischen Plänen der Gräber. In den 1870er Jahren wurde das Grab zerstört. 1920 führte Albert Egges van Giffen an den Überresten der Anlage eine archäologische Untersuchung durch.

## Beschreibung
Bei der Anlage handelte es sich vermutlich um ein Ganggrab. Die Grabkammer hatte laut Janssen eine Länge von 12 m und eine Breite von 2,5 m. Sie bestand aus fünf Wandsteinpaaren an den Langseiten und je einem Abschlussstein an den Schmalseiten. Van Giffen konnte bei seiner Grabung hingegen nur eine ovale Grube feststellen, in der sich eine Grabkammer mit einer Länge von 7,1 m und einer Breite von 2 m befunden hatte. Aufgrund dieser erheblichen Abweichungen zog Evert van Ginkel die Möglichkeit in Betracht, dass es sich um zwei verschiedene Großsteingräber gehandelt haben könnte. Allerdings ist auch eine Fehlinterpretation des Befunds durch van Giffen nicht auszuschließen.